# Alberto Giovannini
Alberto Giovannini (Capodistria, 1842 - 1903) fou un compositor italià.
Estudià en el Conservatori de Milà, del que en fou nomenat professor de cant; posteriorment passà a regentar la classe d'harmonia en el mateix centre docent.
És autor de les òperes: Irene (1870); Adele di Volfinga (1880) i Tito Vezio (1880), i dues cantates. A més publicà un Tratatto di Armonia. També se li deu la traducció italiana del llibret Il vascello fantasma de Richard Wagner.